# Coco (PewDiePie歌曲)
〈Coco〉是由瑞典YouTuber PewDiePie（费利克斯·谢尔贝里）與大衛·布朗合寫的戲謔歌曲（Diss track），矛頭直指美國的YouTube頻道Cocomelon，歌曲和音樂錄影帶於2021年2月14日在YouTube上首播。在影片上傳的四天後，YouTube指其因違反「服務條款」而將其刪除。從2021年2月19日起，Spotify提供原始歌曲、官方器樂和無伴奏合唱版本。

## 背景

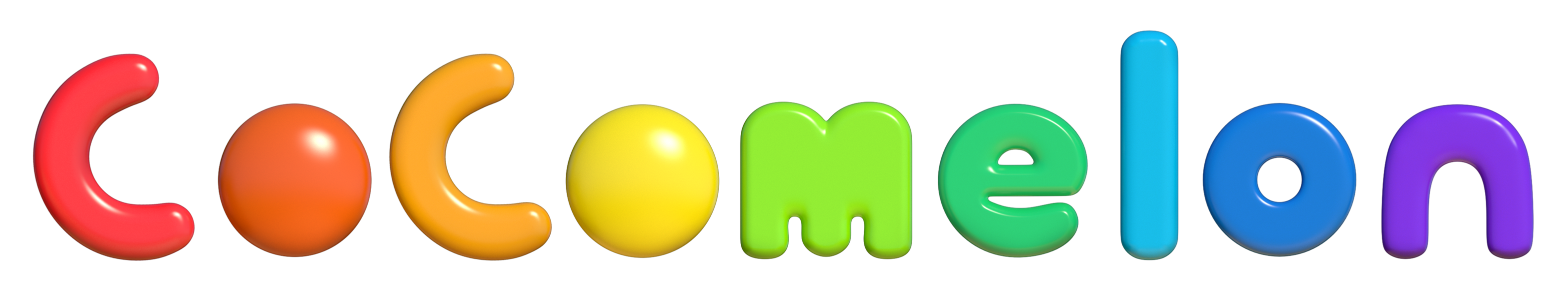
YouTube頻道Cocomelon-Nursery Rhymes的標誌

歌曲的名稱「Coco」源自YouTube頻道「Cocomelon-Nursery Rhymes」的前四個字母。
在這首歌釋出的幾個月前，Cocomelon的訂閱數步步逼近PewDiePie並有望超越他，成為YouTube上第二大的頻道。最終Cocomelon在2021年4月25日成功超越了PewDiePie。

## 詞曲
在歌曲中，PewDiePie表達了他對利用演算法瞄準兒童市場的公司的負面看法。歌詞由Oxygen Beats譜寫，受童謠啟發的陷阱節拍。這首歌還引用了6ix9ine、J·K·罗琳和PewDiePie之前與T-series進行的訂閱數競賽。製作人在同一天將這首歌的音樂錄影帶、器樂和無伴奏合唱上傳到YouTube。

### 針對Cocomelon
PewDiePie將Cocomelon作為這首歌的主要攻擊對象。其中諸如「這根本都不好笑，你的頭真的很大」等歌詞，指的是Cocomelon影片的藝術和動畫風格；PewDiePie也在2020年6月上傳的影片中對此進行批評，指出角色的頭部與身體的比例相比顯得過大。其他台詞包括「你的觀眾只是一群他媽的處男(女)」和「擦洗你的耳朵，然後沖洗你的眼睛」，引用自Cocomelon製作的歌曲〈Bath Song〉。他還提到嬰兒大腦功能還未發育完全卻瞞著父母偷看影片。

### 針對6ix9ine
儘管這首歌絕大部分關於Cocomelon，但其中也有許多關於美國嘻哈歌手6ix9ine的歌詞，包括「不要吃含鉛油漆，否則你會哭泣，然後您的大腦會像6ix9ine」，以及稱呼他為「戴著電子腳鐐的傻逼」、「告密者」他還拋出了6ix9ine之前性侵兒童之事，告訴孩子們洗完澡後要小心他。在歌曲的結尾，PewDiePie向6ix9ine發起了「法律戰」。

### 針對J.K.羅琳
PewDiePie還針對撰寫《哈利·波特》的英國作家J·K·罗琳，說：「我要弄糟哈利·波特；等等，J.K已經做到了」。一篇文章表示，PewDiePie可能仍對J·K·罗琳前陣子在推文中對他的暗喻耿耿於懷。

### 針對T-series
PewDiePie也提到了T-series，說：「上次我嗆聲，花了一個政府才將我列入黑名單」，指的是印度政府因為他的歌曲〈婊子千層麵〉、〈Congratulation〉嘲諷T-series而封鎖他的事件。

## 音樂錄影帶
該音樂錄影帶與歌曲一起於2021年2月14日發布。整部影片以全白為背景，在第一幕PewDiePie身穿一件紅色毛衣，旁邊放置著鮮豔的道具，可能引用自《羅傑斯先生的鄰居》（Mister Rogers' Neighborhood）。下一個場景PewDiePie在藍白的背景前穿著一套迷彩服，他在另一部影片中證實這參考自電影《金甲部隊》。還有一個場景，他打扮成武士。最後PewDiePie拿著斧頭、身穿套著透明雨衣的西裝；致敬自《美色殺人狂》。一些場景顯示PewDiePie帶著小孩，部分是歌曲製作人Oxygen Beats的小孩。歌曲的後半段，PewDiePie和孩童們使用各種武器摧毀西瓜（Cocomelon的標誌為西瓜），但孩童們用紙板代替了實際的武器。錄影帶還包含由BadHistoryTV製作的的3D動畫。在歌曲被YouTube刪除前，它已獲得超過1100萬的觀看次數。

## 反應

### 爭議
在音樂錄影帶中，有幾個場景，PewDiePie在孩童面前做出褻瀆行為和說出粗俗語言，並要孩子們模仿他再做一次。這引起了對兒童騷擾和欺凌的一些擔憂。影片發行後的第二天，PewDiePie在直播中確認，實際在現場使用的是經過濾後的曲目版本，因此他沒有在孩子面前玩耍或說真正的髒話。這首歌的製作人Oxygen Beats也在影片下留言說孩子們都沒有罵髒話。

### 違反政策與刪除
2021年2月18日，音樂錄影帶因涉嫌違反YouTube的騷擾和霸凌政策而被YouTube全域刪除。為了回應粉絲，YouTube官方說：「我們的政策禁止內容導致平台上和平台外重複騷擾。經過審查，我們刪除了涉嫌違反這些政策的影片，因為它們具有鼓勵粉絲濫用權利的效果」。該影片於發布後四天，即2021年2月18日被刪除。從那時起，PewDiePie的粉絲一直在使用#SaveCoco標籤與該平台進行對抗，該標籤是在影片被刪除後的第二天開始的，許多支持者聲稱該影片屬於政策裡「例外狀況」中的吐槽歌曲，而YouTube刪除了該影片是雙重標準的一個例子。

## 註解
1. ↑  "It's not even funny and your head is really big"
2. ↑  "Your audience is just a bunch of motherfucking virgins"
3. ↑  "Scrub behind your ears (Okay), then you rinse your eyes"
4. ↑  "Don't eat lead paint or you'll cry (cry, cry) / Then your brain will end up like 6ix9ine (nine, nine)"
5. ↑  "ankle-monitor-wearing cunt"
6. ↑  "snitch"
7. ↑  "I'll spoil Harry Potter; wait, J.K. already did that."
8. ↑  "Last time that I dissed, it took a government to blacklist me"